# 3 de enero
El 3 de enero es el 3.ᵉʳ (tercer) día del año del calendario gregoriano. Quedan 362 días para finalizar el año y 363 en los años bisiestos.

## Acontecimientos
- 1117: en Italia, un terremoto de magnitud 6,4 en la escala sismológica de Richter devasta gran parte del centro norte del país, en particular Verona, dejando un saldo de unos 30 000 muertos.
- 1496: en Italia, Leonardo da Vinci prueba por primera vez su máquina voladora.
- 1521: en Roma, el papa León X excomulga a Martín Lutero.
- 1642: en Inglaterra, el parlamento aprueba la Gran Amonestación, acta de acusación contra el rey Carlos I.
- 1687: en España Carlos II crea la Superintendencia General de Hacienda poniendo al frente al Marqués de los Vélez.
- 1741: se funda la ciudad de Tarata en la Real Audiencia de Charcas (hoy Bolivia), Virreinato del Perú.
- 1749: en Dinamarca sale a la calle el periódico Berlingske Tidende, decano de la prensa diaria universal.
- 1777: en la Batalla de Princeton (Estados Unidos) el general estadounidense George Washington vence al general británico Charles Cornwallis.
- 1795: Rusia y Austria firman un acuerdo para el reparto de Polonia.
- 1815: Austria, Reino Unido y Francia forman la alianza secreta contra Prusia y Rusia.
- 1817: a orillas del arroyo Arapey (actual Uruguay) ―en el marco de la invasión lusobrasileña de 1816― 600 soldados portugueses atacan por sorpresa el campamento de José Gervasio Artigas («batalla» de Arapey) y obligan a los soldados a retirarse precipitadamente, con fuertes pérdidas en hombres y la totalidad de su caballada.
- 1833: fuerzas del Reino Unido desembarcan en las islas Malvinas y expulsan a la administración rioplatense. Comienza la disputa por la soberanía de las islas Malvinas, en el siguiente siglo se agregarian a la quimera las islas Georgias del Sur y a los años siguientes las islas Sandwich de Sur.[cita requerida]
- 1834: en la Ciudad de México, el gobierno encarcela a Stephen F. Austin.
- 1848: en Liberia, Joseph Jenkins Roberts es nombrado primer ministro.
- 1857: el arzobispo de París, monseñor Sibour, es asesinado de una puñalada en el corazón, mientras daba misa en una iglesia.
- 1861: en el marco de la Guerra civil de Estados Unidos, Delaware vota no separarse de Estados Unidos.
- 1870: en Nueva York, empieza la construcción del Puente de Brooklyn.
- 1871: Henry W. Bradley patenta la oleomargarina.
- 1874: en España, el general Pavía da un golpe de Estado al entrar en las Cortes y pone fin a la Primera República española.
- 1878: las tropas rusas ocupan Sofía y los turcos se ven obligados a solicitar negociaciones de paz.
- 1888: en el Observatorio Lick se usa por primera vez el telescopio de 91 cm (en ese momento, el más grande del mundo).
- 1899: en la revista The New York Times se utiliza por primera vez la palabra automóvil.
- 1903: las Academias de Ciencias de Madrid y París reconocen los trabajos de investigación del ingeniero y académico Leonardo Torres Quevedo y Juan Felipe.
- 1904: en Irlanda, John Edward Redmond intenta relanzar el movimiento nacionalista irlandés del Home Rule
- 1904: En Tres Arroyos, Argentina, se funda la Unión Dependientes de Comercio (cuyo nombre cambiaría a partir de 1989 por el de Sindicato Empleados de Comercio de Tres Arroyos) y su Biblioteca Pública "Vicente P. Cacuri".«El más antiguo de los gremios». Archivado desde el original el 4 de enero de 2017. Consultado el 3 de enero de 2017.
- 1906: en Ecuador, el expresidente Alfaro vuelve a hacerse con el poder.
- 1911: Estados Unidos ordena la retirada de sus tropas de Nicaragua y reconoce el nuevo Gobierno presidido por Juan José Estrada.
- 1915: fundación del Club Atlético Lanús en la ciudad homónima de Argentina.
- 1920: en México varios terremotos y volcanes en erupción destruyen pueblos y ocasionan más de 7000 víctimas.
- 1921: Turquía firma la paz con Armenia.
- 1924: en el panteón civil de Mérida, Yucatán, México, es fusilado tras arrebatarle el poder público Felipe Carrillo Puerto, gobernador socialista de Yucatán, junto a sus hermanos: Edesio, Benjamín y Wilfrido y 9 colaboradores más.
- 1925: Benito Mussolini pone fuera de la ley a los partidos de la oposición, lo que deja al Partido Nacional Fascista como único en Italia.
- 1932: en Honduras se declara la ley marcial para parar la revuelta de los trabajadores bananeros, despedidos por la compañía United Fruit.
- 1932: frustrado intento de revolución en La Paz, Entre Ríos Argentina. CFR Hermanos Kennedy.
- 1934: en Osek (Bohemia del Norte) una catástrofe minera deja 126 muertos.
- 1941: en la Ciudad de México, el sacerdote Marcial Maciel (1920-2008) funda la Legión de Cristo. Más tarde se descubrirá que desde esta época empezó a abusar sexualmente de los niños y jóvenes en sus escuelas.[1]
- 1942: en el marco de la segunda guerra sino-japonesa, Chiang Kai-shek es nombrado comandante en jefe de todas las fuerzas aliadas en China.
- 1943: en la ciudad de Santa Bárbara (Costa Rica) se funda el club de fútbol Asociación Deportiva Santa Bárbara, hoy desaparecido.
- 1944: cerca de Torre del Bierzo (provincia de León (España), decenas de personas fallecen como consecuencia de un accidente ferroviario en la coordenada 42.595889,-6.331000
- 1945: en la ciudad belga de Bastogne fracasa la ofensiva alemana de las Ardenas.
- 1954: se inician las emisiones regulares de la Rai 1 como único canal de la Rai.
- 1956: se inaugura el nuevo ferrocarril entre Pekín y Moscú (por Ulán Bator e Irkutsk).
- 1957: la empresa Hamilton Watch Company introduce el primer reloj eléctrico.
- 1958: una expedición neozelandesa, dirigida por Edmund Hillary, llega al polo sur.
- 1959: Alaska se convierte en el 49.º estado de Estados Unidos.
- 1961: Estados Unidos rompe relaciones diplomáticas con Cuba. Estas dos naciones se mantuvieron sin relaciones diplomáticas hasta su reanudación en 2015.
- 1962: en la Ciudad del Vaticano, el papa Juan XXIII excomulga al líder cubano Fidel Castro.
- 1966: en La Habana (Cuba) se reúne la Primera Conferencia de Solidaridad de los Pueblos de Asia, África y América Latina. Se crea la OSPAAL (Organización de Solidaridad entre los Pueblos de África, Asia y América Latina), que convoca a los pueblos del mundo a «crear uno, dos, tres Vietnam».
- 1970: la República Popular del Congo se independiza de Bélgica y promulga una nueva Constitución.
- 1971: en Glasgow mueren 66 personas al ceder una barandilla del estadio del Celtic por la presión de los espectadores.
- 1973: se funda en Nicoya (Costa Rica) la Asociación Deportiva Guanacasteca
- 1976: en un pozo artificial a 1452 metros bajo tierra, en el área U19e del Sitio de pruebas atómicas de Nevada (a unos 100 km al noroeste de la ciudad de Las Vegas), a las 11:15 (hora local) Estados Unidos detona su bomba atómica Muenster, de 800 kt. Es la bomba n.º 861 de las 1132 que Estados Unidos detonó entre 1945 y 1992.
- 1976: en la ONU (Nueva York) entra en vigor el Pacto Internacional de Derechos Económicos, Sociales y Culturales.
- 1979: Estados Unidos retira el armamento nuclear almacenado en España.
- 1980: en Portugal, Francisco de Sá Carneiro es elegido jefe de Gobierno.
- 1981: en París se crea la Academia Europea de Ciencias, Artes y Letras, entre cuyos miembros fundadores figuran los españoles Pedro Laín Entralgo, Federico Sopeña y Federico Mayor Zaragoza.
- 1987: Aretha Franklin se convierte en la primera mujer que entra en el Salón de la Fama del Rock.
- 1988: Margaret Thatcher se convierte en la primera ministra más longeva del siglo XX.
- 1990: en Panamá, el presidente Manuel Noriega se entrega a soldados estadounidenses y es trasladado a Estados Unidos.
- 1992: Estados Unidos establece oficialmente relaciones diplomáticas con Rusia.
- 1993: George Bush y Borís Yeltsin firman el acuerdo de desarme nuclear START II, para reducir los arsenales nucleares.
- 1994: en la ciudad rusa de Irkutsk, un avión Aeroflot Túpolev TU-154 se estrella después de tomar tierra, matando a 125 personas.
- 1997: la República Popular China anuncia que gastará 27 700 millones de dólares para luchar contra la erosión y la contaminación en los valles de los ríos Yangtze y Amarillo.
- 1997: en España, el ciclista Miguel Induráin pone punto final a su carrera.
- 1999: Estados Unidos lanza la Mars Polar Lander, con la cual se perdió contacto poco antes de aterrizar.
- 2002: en el mar Rojo, comandos israelíes capturan un barco fletado por la ANP con 50 toneladas de armas y explosivos procedentes de Irán.
- 2004: en el Mar Rojo se estrella un avión Boeing 737 de la compañía egipcia Flash Airlines, muriendo sus 148 pasajeros.
- 2006: Internet alcanza los 1100 millones de usuarios (una de cada siete personas del planeta tiene acceso a la red).
- 2009: se crea el bloque génesis y entra en funcionamiento la red monetaria descentralizada Bitcoin.[2]
- 2012: el Metro de Lima abre sus puertas después de 23 años.
- 2015: en la localidad de Baga, en el extremo noreste de Nigeria, militantes de la banda terrorista islámica Boko Haram comienzan la matanza de Baga (hasta el 7 de enero): matarán a más de 2000 hombres, mujeres y niños.
- 2016: tras la ejecución en Arabia Saudita del activista por los derechos humanos y clérigo chií Nimr al-Nimr, el Gobierno de Irán rompe sus relaciones diplomáticas con el rey árabe proestadounidense Salmán bin Abdulaziz.
- 2020: ataque aéreo en el Aeropuerto Internacional de Bagdad.
- 2021: se lanza el capítulo 1000 del manga One Piece.
- 2024: Panam Sports retira la sede de los XX Juegos Panamericanos a la ciudad de Barranquilla, Colombia.

## Nacimientos
- 106 a. C.: Marco Tulio Cicerón, filósofo y estadista romano (f. 43 a. C.).
- 1604: Jacobo Balde, poeta alemán (f. 1688).
- 1642: Diego Morcillo Rubio de Auñón, religioso español, virrey del Perú (f. 1730).
- 1698: Pietro Metastasio, poeta y cantautor italiano (f. 1782).
- 1719: Francisco José Freire, historiador portugués (f. 1773).
- 1722: Fredric Hasselquist, naturalista sueco (f. 1752).
- 1733: sir Richard Arkwright, industrial e inventor británico (f. 1792).
- 1763: Joseph Fesch, eclesiástico francés (f. 1839).
- 1764: Juan Aldama, insurgente mexicano (f. 1811).
- 1782: El Pípila, insurgente mexicano (f. 1838).
- 1789: Carl Gustav Carus, pintor y micólogo alemán (f. 1869).
- 1793: Lucretia Mott, activista estadounidense (f. 1880).
- 1806: Henriette Sontag, soprano alemana (f. 1854).
- 1810: Antoine Thomson d'Abbadie, geógrafo francés (f. 1897).
- 1826: Joaquín Gatell y Folch, arabista, espía y explorador catalán (f. 1879).
- 1840: Padre Damián, misionero belga (f. 1889).
- 1861: William Renshaw, tenista británico (f. 1904).
- 1865: Henry Lytton, actor y cantante de ópera británico (f. 1936).
- 1870: Genoveva Torres Morales, religiosa y santa española (f. 1956).
- 1871: Daniel Alomía Robles, compositor y musicólgo peruano (f. 1942).
- 1871: Jane Barnell, artista de circo (f.?)
- 1874: Maurice Charles Pierre Langeron, médico francés (n. 1950).
- 1876: Wilhelm Pieck, presidente de la República Democrática Alemana (f. 1960).
- 1876: Genovevo de la O, revolucionario mexicano (f. 1952).
- 1879: Grace Coolidge, primera dama de los Estados Unidos (f. 1957).
- 1881: Marcel Georges Charles Petitmengin, botánico estadounidense (f. 1908).
- 1883: Clement Attlee, político británico (f. 1967).
- 1887: August Macke, pintor alemán (f. 1914).
- 1888: Jacob Bolotin, médico estadounidense (f. 1924), primer médico ciego del mundo con licencia para practicar la medicina.
- 1892: J. R. R. Tolkien, lingüista y escritor británico (f. 1973).
- 1894: ZaSu Pitts, actriz estadounidense (f. 1963).
- 1895: José Pascual Vila, químico español (f. 1979).
- 1895: Borís Liatoshinski, compositor ucraniano (f. 1968)
- 1897: Pola Negri, actriz polaca con nacionalidad estadounidense (f. 1987).
- 1897: Marion Davies, actriz estadounidense (f. 1961).
- 1897: Carlos Keller, político fascista chileno (f. 1974).
- 1898: Mijaíl Petrov, militar soviético (f. 1941).
- 1898: Luis Carlos Prestes, político brasileño, fundador la Alianza Nacional Libertadora.
- 1901: Ngô Dinh Diêm, presidente de Vietnam del Sur entre 1955 y 1963 (f. 1963).
- 1901: Eric Voegelin, filósofo alemán (f. 1985).
- 1904: Borís Kojnó, libretista ruso (f. 1990).
- 1905: Ray Milland, actor de cine estadounidense (f. 1986).
- 1905: Anna May Wong, actriz china (f. 1961).
- 1905: Luisa Carnés, escritora y periodista española de la generación del 27 (f. 1964)
- 1906: Óscar Domínguez, pintor surrealista español (f. 1957).
- 1909: Víctor Borge, cómico y pianista danés (f. 2000).
- 1911: John Sturges, cineasta estadounidense (f. 1989).
- 1915: Jack Levine, pintor estadounidense (f. 2010).
- 1920: Renato Carosone, cantante italiano (f. 2001).
- 1921: John Russell, actor estadounidense (f. 1991).
- 1922: Ronald Smith, pianista británico (f. 2004).
- 1922: Bill Travers, actor y director inglés (f. 1994).
- 1924: André Franquin, historietista belga (f. 1997).

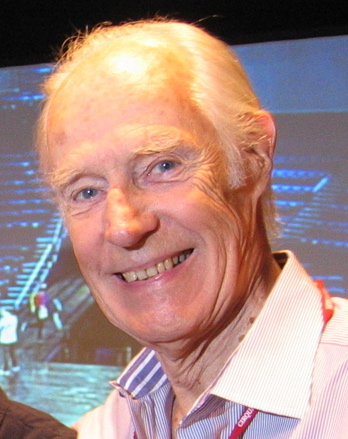
George Martin

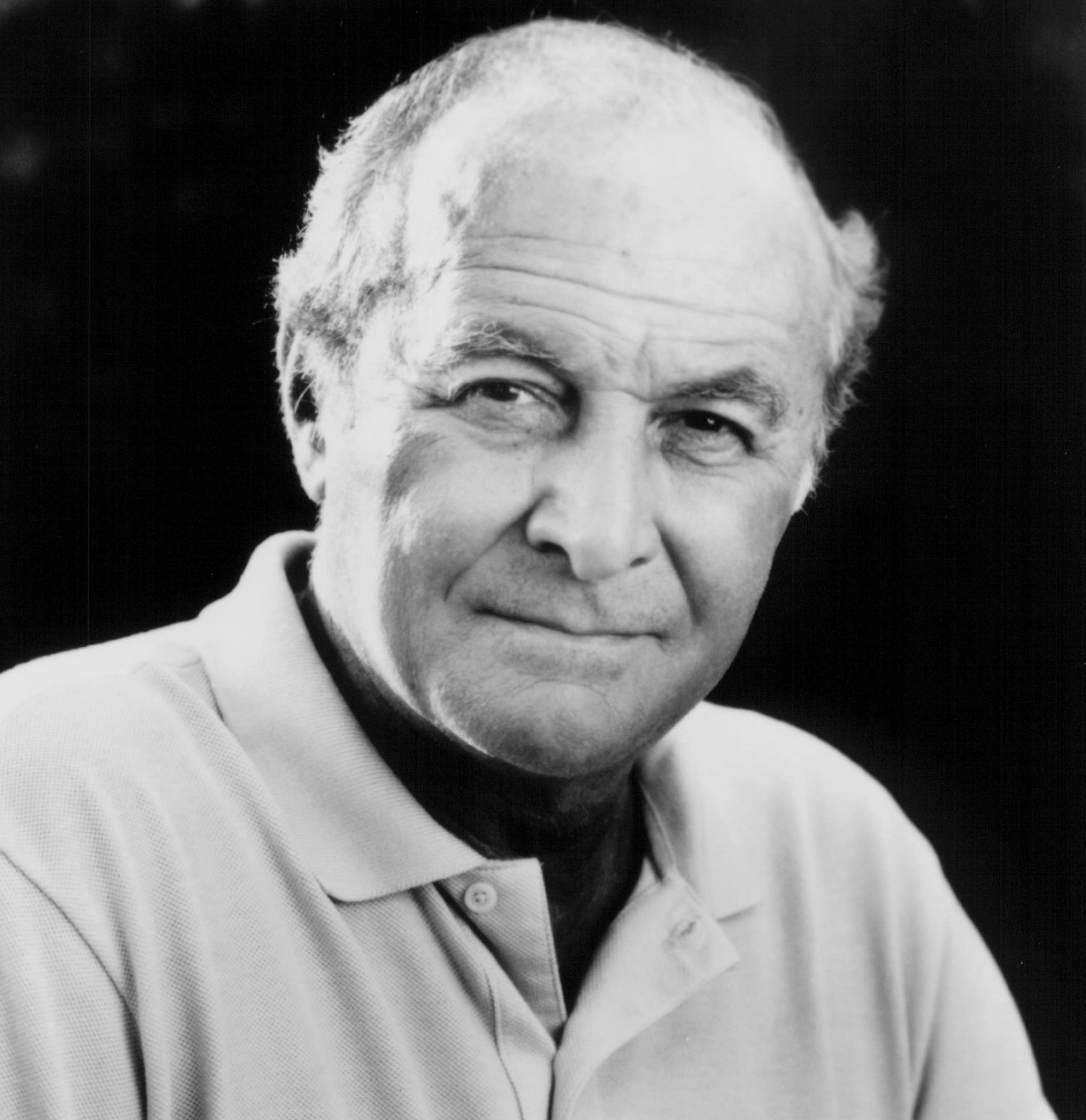
Robert Loggia

- 1925: Jill Balcon, actriz inglesa (f. 2009).
- 1926: George Martin, músico y compositor británico (arreglador de The Beatles) (f. 2016).
- 1928: José Lladró, ceramista y empresario español (f. 2019).
- 1929: Sergio Leone, cineasta italiano (f. 1989).
- 1929: Ernst Mahle, compositor brasileño.
- 1930: Robert Loggia, actor estadounidense (f. 2015).
- 1932: Dabney Coleman, actor estadounidense (f. 2024).
- 1932: Tongolele, bailarina exótica, actriz y vedette mexicanoestadounidense (f. 2025).
- 1933: Juanito Belmonte, jefe de prensa argentino (f. 2012).
- 1934: Carlos Muñoz, actor colombiano (f. 2016).
- 1936: Raúl Garello, bandoneonista, compositor y director de tango argentino (f. 2016).
- 1937: Glen A. Larson, director, productor y guionista estadounidense, creador de la serie Battlestar Galactica (f. 2014).
- 1938: Tom Bower, actor estadounidense (f. 2024).
- 1938: Francis Smith, músico y compositor argentino (f. 2009).
- 1939: Arik Einstein, cantante, compositor y actor israelí (f. 2013).
- 1941: Delfim de Pádua Peixoto Filho, abogado y político brasileño, víctima del accidente del Vuelo 2933 de LaMia (f. 2016).
- 1941: Van Dyke Parks, músico estadounidense.
- 1941: Iwona Śledzińska-Katarasińska, periodista y política polaca (f. 2024).
- 1941: Daniel Toro, cantante, compositor y folclorista argentino (f. 2023).
- 1942: László Sólyom, jurista, bibliotecario y político húngaro, presidente de Hungría entre 2005 y 2010 (f. 2023).
- 1945: Julio Lagos, periodista argentino.
- 1945: Stephen Stills, músico estadounidense.
- 1946: John Paul Jones, músico británico, de la banda Led Zeppelin.
- 1946: Bernardo de la Maza, presentador de noticias chileno.

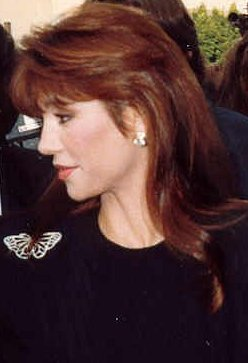
Victoria Principal

- 1947: Peter Chen, creador del Modelo entidad-relación.
- 1950: Victoria Principal, actriz estadounidense.
- 1950: Vesna Vulovich, azafata serbia, sobreviviente de una caída libre (f. 2016).
- 1951: Rosa Montero, periodista y escritora española.
- 1951: Roberto Rodríguez, polista cubano.
- 1952: Esperanza Aguirre, política española, alcaldesa de Madrid.
- 1952: Gianfranco Fini, político italiano.
- 1952: Jim Ross, locutor estadounidense de lucha libre.
- 1953: Mohammed Waheed Hassan, expresidente de las Maldivas.

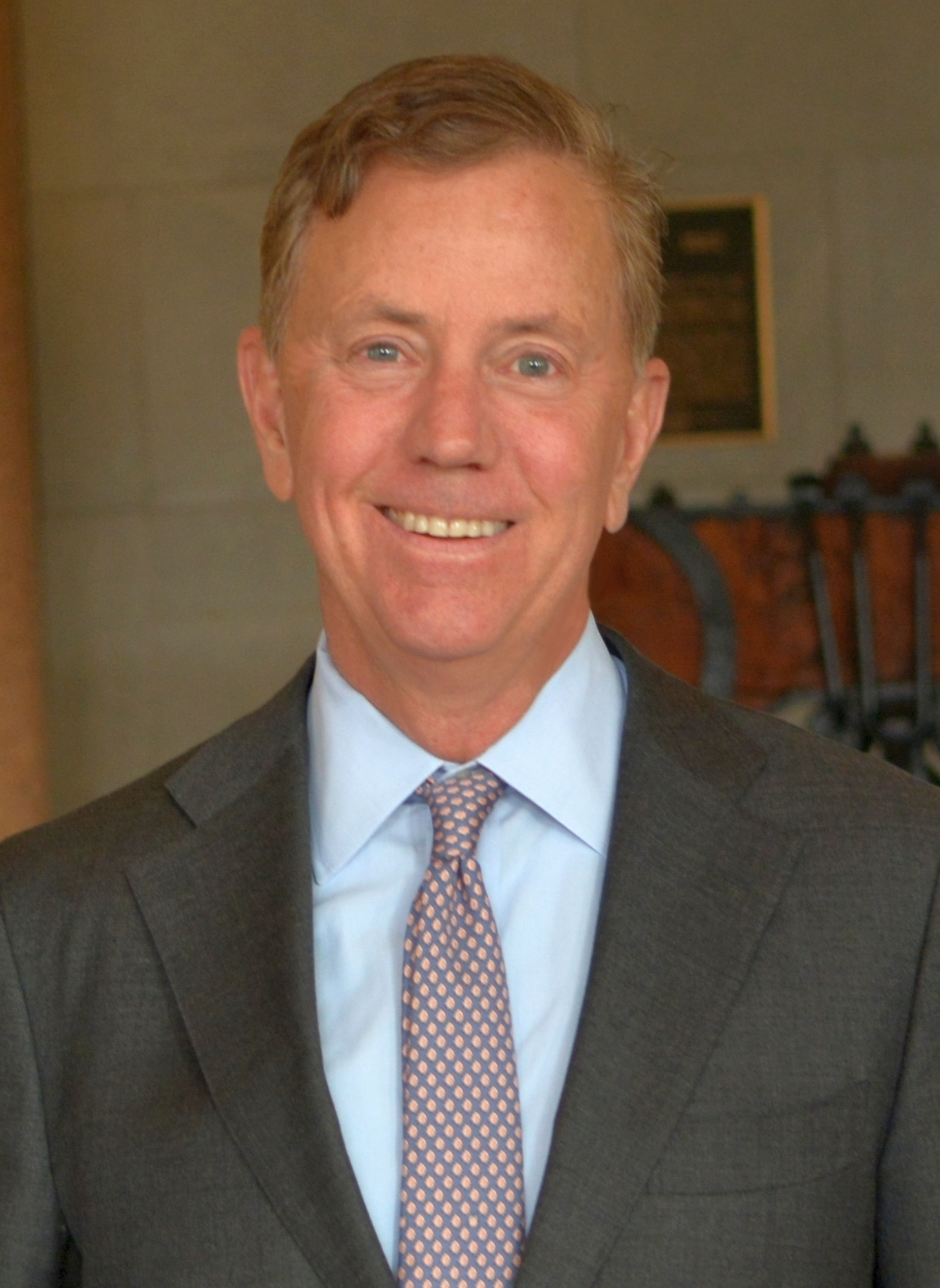
Ned Lamont

- 1954: Ross the Boss, guitarrista estadounidense.
- 1954: Ned Lamont, político, empresario, sociólogo y economista estadounidense, Gobernador de Connecticut desde 2019.
- 1956: Eduardo Aliverti, periodista, locutor y docente argentino.
- 1956: Mel Gibson, actor y cineasta estadounidense.
- 1958: Carles Francino, periodista español.
- 1959: Rafael Arráiz Lucca, escritor venezolano.
- 1959: José Luis Velasco, anarcosindicalista español.
- 1959: César Augusto Londoño, periodista deportivo colombiano
- 1960: Chang Sung Kim, actor argentino de origen coreano.
- 1962: Manolo Lama, periodista español.
- 1962: Gavin Hastings, rugbista escocés.
- 1963: Marta Calvó, actriz española.
- 1963: Vic Grimes, luchador estadounidense.
- 1964: Bruce LaBruce, escritor, cineasta y fotógrafo canadiense.
- 1965: Luis Sojo, jugador y entrenador venezolano de béisbol.
- 1969: Antonio Birabent, actor y músico argentino.
- 1969: Adrián Dárgelos, cantante argentino, de la banda Babasónicos.

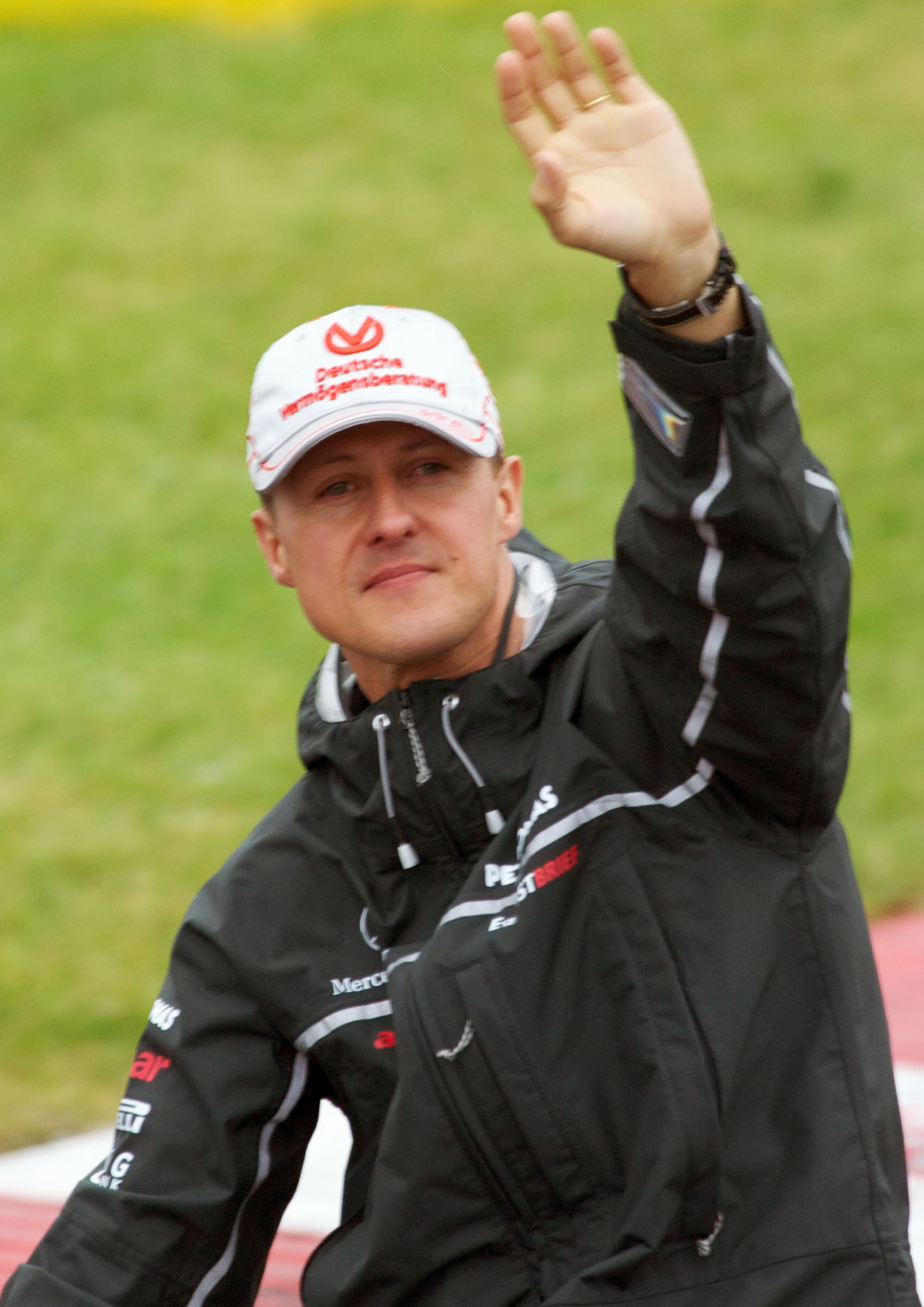
Michael Schumacher

- 1969: Michael Schumacher, piloto alemán de Fórmula 1.
- 1969: Rossy War, cantante y compositora peruana.
- 1971: Iván Espinosa de los Monteros, promotor inmobiliario y político español.
- 1972: Martín Carrizo, baterista, ingeniero de sonido y productor argentino (f. 2022).
- 1973: Pepín Banzo, músico español.
- 1973: Antonio Filippini, futbolista italiano.
- 1973: Sandro Finoglio, actor, animador, modelo, Mister Venezuela 1997 y Mister Mundo 1998.
- 1973: Pablo Sánchez, exfutbolista argentino.
- 1974: Alessandro Petacchi, ciclista italiano.
- 1974: Pablo Thiam, futbolista guineano.
- 1974: Francisco Rivera Ordóñez, torero español.
- 1975: Thomas Bangalter, músico francés, de la banda Daft Punk.
- 1975: Jason Marsden, actor estadounidense.
- 1975: Danica McKellar, actriz estadounidense.
- 1975: Kittisak Rawangpa, futbolista y entrenador tailandés.
- 1976: Angelos Basinas, futbolista griego.
- 1976: Daniel Hendler, actor uruguayo.
- 1977: Lee Bowyer, futbolista británico.
- 1977: A.J. Burnett, beisbolista estadounidense.
- 1977: Iliana Fox, actriz británico-mexicana.
- 1977: Mayumi Iizuka, seiyu japonesa.
- 1977: Stéphane Pignol, futbolista francés.
- 1978: Stefan Adamsson, ciclista sueco.
- 1978: Jorge Poza, actor mexicano.
- 1978: Ronny Thorsen, cantante noruego.
- 1978: Juan Manuel Valero Martínez, futbolista español.
- 1979: Javier Benítez Pomares, ciclista español.
- 1979: Rogério Corrêa, futbolista brasileño.
- 1979: Rosman García, beisbolista venezolano (f. 2011).
- 1979: Takamichi Kobayashi, futbolista japonés.
- 1979: Carlos Luis Maldonado, beisbolista venezolano.
- 1979: Yénier Márquez, futbolista cubano.
- 1979: Vania Masías, actriz y bailarina peruana.
- 1979: Lucas Severino, futbolista brasileño.
- 1979: Adriano Vieira Louzada, futbolista brasileño.
- 1979: Kang Mal-geum, actriz surcoreana.

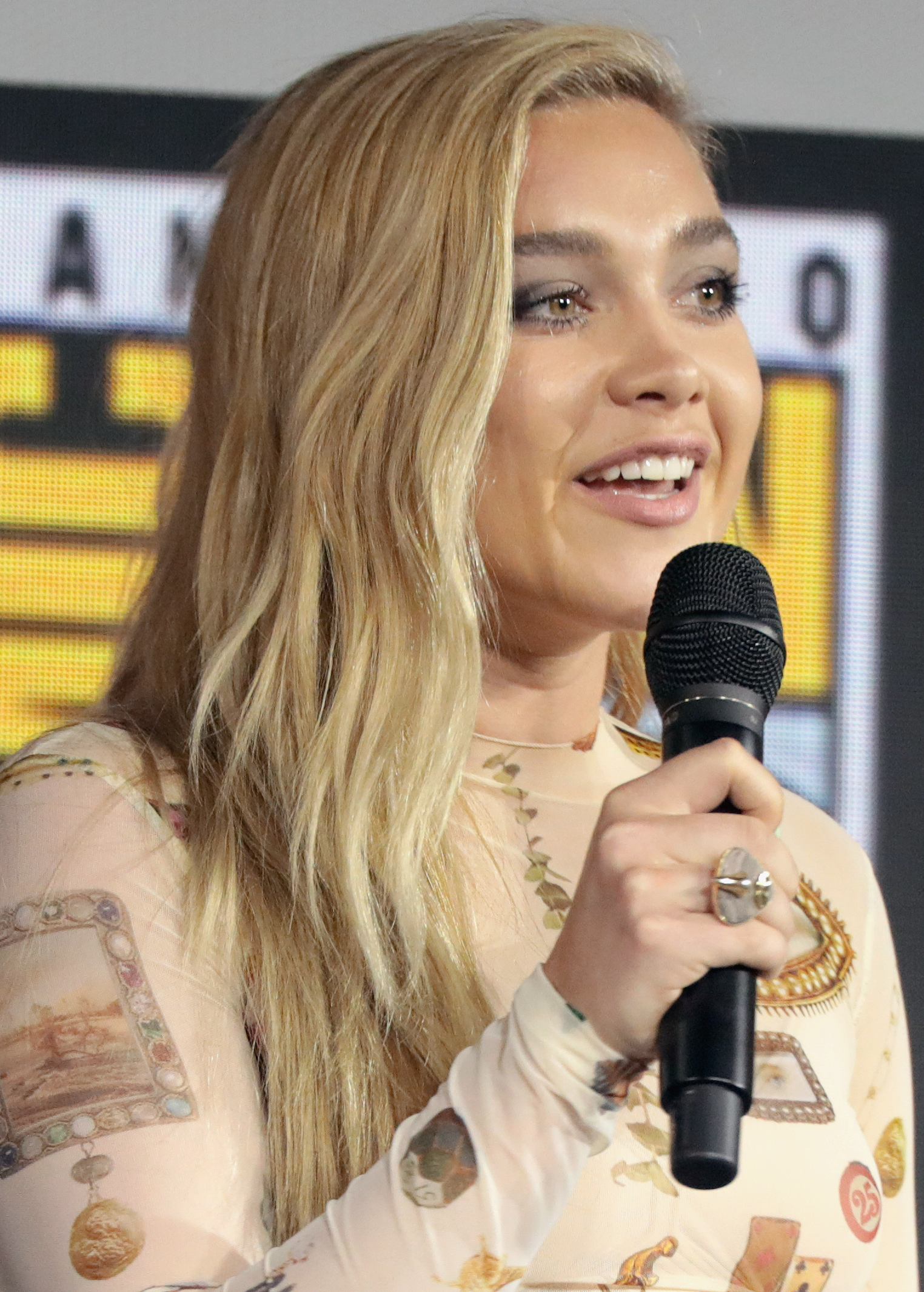
Florence Pugh

- 1982: José María Dols Samper, torero español.
- 1982: Luca Garri, baloncestista italiano.
- 1983: Katie McGrath, actriz irlandesa.
- 1983: Tyra Misoux, actriz pornográfica alemana.
- 1984: Andrea Cassarà, esgrimidor italiano.
- 1985: Aritz Borda, futbolista español.
- 1986: Lloyd, cantante estadounidense.
- 1986: Nataly Umaña, actriz y modelo colombiana.
- 1987: Kim Ok-bin, actriz y cantante surcoreana.
- 1989: Jordi Masip, futbolista español.
- 1991: Kaye Coppoolse, futbolista neerlandés.
- 1991: Candelaria Molfese, actriz argentina.
- 1992: Marco Migliorini, futbolista italiano.
- 1992: Dong Sun (“Sun Dong”), futbolista chino.
- 1994: Michaël Heylen, futbolista belga.
- 1994: Frankie Adams, actriz neozelandesa de origen samoano.
- 1994: Beka Burjanadze, baloncestista georgiano.
- 1994: Stine Pedersen, futbolista danesa.

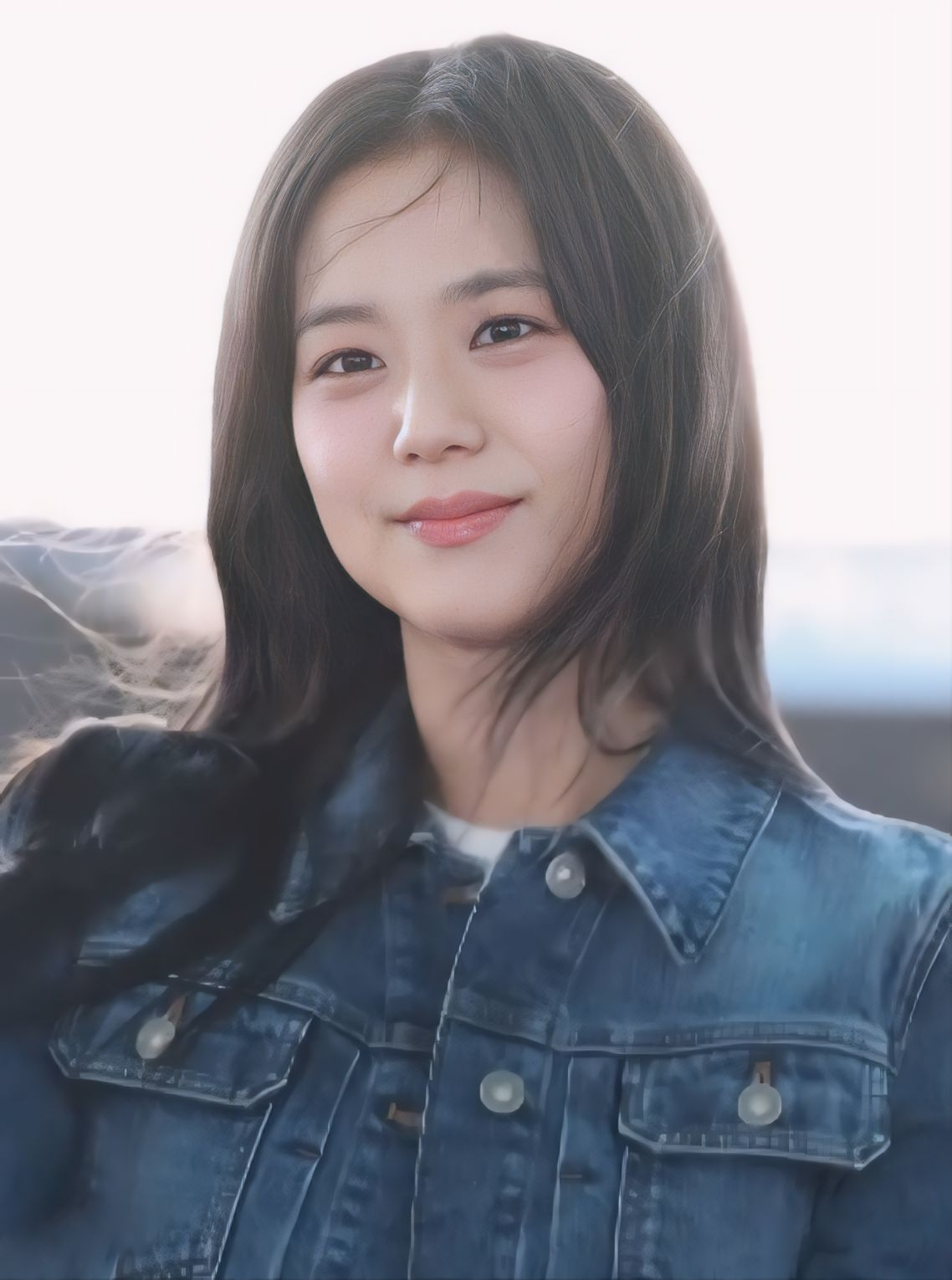
Jisoo

- 1995: Jisoo, actriz y cantante surcoreana, integrante del grupo Blackpink.
- 1995: Paddy Pimblett, artista marcial mixto inglés.
- 1995: Seolhyun, integrante del grupo AOA.
- 1996: Cristian Arrieta, futbolista colombiano.
- 1996: David Bell, baloncestista estadounidense.
- 1996: Gunnar Bentz, nadador estadounidense.
- 1996: Z.Hera, cantante y actriz surcoreana.
- 1996: Umar Nurmagomedov, artista marcial mixto ruso.
- 1996: Cinderella Obeñita, modelo filipina.
- 1996: Franco Pizzichillo, futbolista uruguayo.
- 1996: Florence Pugh, actriz británica.
- 1996: Jeromy Rodríguez, baloncestista dominicano.
- 1996: Rianne van Rompaey, modelo neerlandesa.
- 1996: Curro Sánchez, futbolista español.
- 1996: Zoe Tavarelli, actriz italiana.
- 1996: Leonardo Rech Ortiz, futbolista brasileño.
- 1996: In-ah Seol (“Seol In-ah”), actriz surcoreana.
- 1997: Dmitriy Bessmertny, futbolista bielorruso.
- 1997: Jérémie Boga, futbolista francés.
- 1997: Anna Gasper, futbolista alemana.
- 1997: Bryan Heynen, futbolista belga.
- 1997: Carlos Alberto Rodríguez, futbolista mexicano.
- 1997: Ariel Zapata Pizarro, futbolista costarricense.
- 1998: Fernando Bersano, futbolista argentino.
- 1998: Patrick Cutrone, futbolista italiano.
- 1998: Yerilda Zapata, atleta venezolana.
- 1999: Jordan van der Gaag, futbolista neerlandés.
- 1999: Titas Krapikas, futbolista lituano.
- 1999: Christopher Montaña, futbolista venezolano.
- 1999: Amaia Romero, cantante española.
- 1999: Georgia Stanway, futbolista inglesa.
- 2000: Leandro Barreiro, futbolista luxemburgués.
- 2000: Leonard Bett, atleta keniana.
- 2000: Johannes Calloni, nadador italiano.
- 2000: João Mário, futbolista portugués.
- 2000: Julie Kepp Jensen, nadadora danesa.
- 2000: Julieta Lema, nadadora argentina.
- 2000: Luis Molina García, futbolista español.
- 2000: Reece Whitley, nadador estadounidense.
- 2000: Juan Cruz Villagra, futbolista argentino.
- 2000: Mamadou Diop, futbolista mauritano.
- 2000: Simone Mengon, balonmanista italiano.
- 2000: Marco Mengon, balonmanista italiano.
- 2001: Mikkel Kaufmann, futbolista danés.
- 2001: Sergio Santos, futbolista español.
- 2001: Yū Hirakawa, futbolista japonés.
- 2002: Hans Høllsberg, futbolista danés.
- 2002: Katja Wienerroither, futbolista austriaca.
- 2002: Nicolás González Iglesias, futbolista español.
- 2002: Antonio Pacheco Ruiz, futbolista español.
- 2002: Million Manhoef, futbolista neerlandés.
- 2003: Greta Thunberg, activista medioambiental sueca.
- 2003: Lewis Dobbin, futbolista británico.
- 2004: Nicolás Vallejo, futbolista argentino.
- 2004: Carlos Baleba, futbolista camerunés.
- 2005: Melknat Wudu, atleta etíope.
- 2005: Medina Eisa, atleta etíope.
- 2005: Heriberto Jurado, futbolista mexicano.
- 2006: Laura Cabanes, nadadora española.
- 2008: Raegan Revord, actriz estadounidense.

## Fallecimientos
- 236: Antero, papa de la Iglesia católica entre 235 y 236.
- 303 al 310: Clemente de Ankara, obispo y mártir cristiano gálata (n. 250).
- 1322: Felipe V el Largo, rey francés (n. 1293).
- 1437: Catalina de Valois, esposa de Enrique V de Inglaterra (n. 1401).
- 1543: Juan Rodríguez Cabrillo, militar y explorador portugués (n. 1499).
- 1631: Michelagnolo Galilei, compositor y lutista italiano (n. 1575).
- 1641: Jeremiah Horrocks, astrónomo y matemático inglés (n. 1618).
- 1670: George Monck, duque y soldado inglés (n. 1608).
- 1705: Luca Giordano, pintor e ilustrador italiano (n. 1634).
- 1779: Claude Bourgelat, veterinario francés (n. 1712).
- 1785: Baldassare Galuppi, compositor italiano (n. 1706).
- 1795: Josiah Wedgwood, ceramista inglés (n. 1730).
- 1826: Louis Gabriel Suchet, mariscal francés (n. 1770).
- 1838: Maximiliano de Sajonia, noble sajón (n. 1759).
- 1868: Moritz Hauptmann, compositor, profesor y teórico musical alemán (n. 1792).
- 1871: Konstantín Ushinsky, pedagogo, profesor y escritor ruso (n. 1823).
- 1875: Pierre Athanase Larousse, gramático, lexicógrafo y enciclopedista francés (n. 1817).
- 1882: William Harrison Ainsworth, novelista inglés (n. 1805).
- 1903: Alois Hitler, padre de Adolf Hitler (n. 1837).
- 1911: Alexandros Papadiamantis, escritor griego (n. 1851).
- 1923: Jaroslav Hašek, novelista checo (n. 1883).

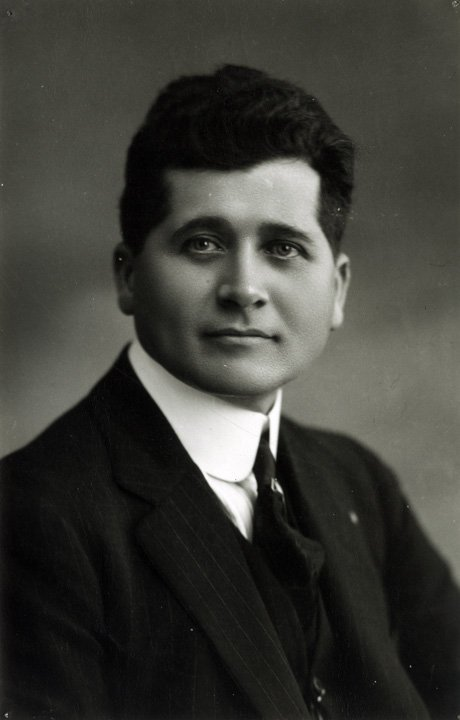
Felipe Carrillo Puerto

- 1924: Felipe Carrillo Puerto, político, periodista y caudillo revolucionario mexicano (n. 1874)
- 1927: Carle David Tolmé Runge, físico alemán (n. 1856).
- 1931: Joseph Joffre, militar francés (n. 1852).
- 1933: Wilhelm Cuno, canciller alemán (n. 1876).
- 1933: Jack Pickford, actor estadounidense (n. 1896).
- 1936: Jorge Gibson Brown, futbolista y jugador de críquet argentino (n. 1880).
- 1945: Edgar Cayce, curandero estadounidense (n. 1877).
- 1946: William Joyce, propagandista nazi estadounidense (n. 1906).
- 1950: Emil Jannings, actor alemán (n. 1884).
- 1956: Alexander Gretchaninov, compositor ruso (n. 1864).
- 1956: Joseph Wirth, canciller y político alemán (n. 1876).
- 1958: Carlos Vaz Ferreira, filósofo uruguayo (n. 1872).
- 1966: Marguerite Higgins, periodista y corresponsal de guerra estadounidense (n. 1920)
- 1967: Mary Garden, cantante escocesa (n. 1874).
- 1967: Jack Ruby, asesino de Lee Harvey Oswald (n. 1911).
- 1969: Jean Focas, astrónomo alemán (n. 1909).
- 1970: Raúl Aparicio (56), cuentista, diplomático, profesor universitario, periodista e historiador cubano (n. 1913).
- 1972: Frans Masereel, artista y pacifista belga (n. 1889).
- 1974: Gino Cervi, actor italiano (n. 1901).
- 1975: Victor Kraft, filósofo austríaco del Círculo de Viena (n. 1880).
- 1979: Conrad Hilton, hotelero estadounidense (n. 1887).
- 1980: Joy Adamson, naturalista checa (n. 1910).
- 1980: Lucien Buysse, ciclista belga (n. 1892).
- 1980: Canito, batería español, de la banda Los Secretos (n. 1959).
- 1987: Rodolfo Kuhn, cineasta argentino (n. 1934).
- 1988: Rose Ausländer, poetisa y escritora ucraniano-alemana (n. 1901).
- 1989: Sergéi Sóbolev, matemático ruso (n. 1909).
- 1992: Judith Anderson, actriz estadounidense (n. 1897).
- 2000: José Antonio Fernández Ordóñez, ingeniero español (n. 1933).
- 2002: Juan García Esquivel, compositor mexicano (n. 1918).
- 2003: José María Gironella, escritor español (n. 1917).
- 2003: Peter Sutermeister, abogado, escritor y libretista suizo (n. 1916).
- 2003: Monique Wittig, autora francesa y teórica feminista (n. 1935).
- 2005: Will Eisner, historietista estadounidense (n. 1917).
- 2005: Néstor Ibarra, periodista argentino (n. 1938).
- 2007: Sergio Jiménez, actor mexicano (n. 1937).
- 2008: Matías Catrileo, estudiante chileno (n. 1985).
- 2008: Henri Chopin, poeta francés de vanguardia y músico (n. 1922).
- 2008: Milt Dunnell, periodista deportivo canadiense (n. 1905).
- 2009: Luca Gelfi, ciclista italiano (n. 1966).
- 2009: Pat Hingle, actor estadounidense (n. 1923).
- 2010: Gustavo Becerra Schmidt, músico y compositor chileno (n. 1925).
- 2010: Mary Daly, teóloga, académica y feminista radical estadounidense (n. 1928).
- 2011: Luisito Martí, humorista, cantante, músico y actor dominicano (n. 1945).
- 2012: Enrique de Melchor, guitarrista español de flamenco.
- 2012: Vicar, historietista chileno (n. 1934).
- 2013: Marianne Grunberg-Manago, bioquímica francesa (n. 1921).
- 2013: Patti Page, cantante estadounidense de country.
- 2013: Patty Shepard, actriz estadounidense (n. 1945).
- 2013: Burry Willie Stander, ciclista sudafricano (n. 1987).
- 2014: Phil Everly, cantante estadounidense (n. 1939).
- 2015: Edward Brooke, político estadounidense (n. 1919).
- 2016: Paul Bley, pianista y compositor canadiense de jazz (n. 1932).
- 2016: Walter Ferreira, kinesiólogo uruguayo, del club de fútbol Nacional y de la selección uruguaya de fútbol (n. 1951).
- 2016: Raymond William Lessard, obispo estadounidense (n. 1930).
- 2019: Radamel García, exfutbolista colombiano (n. 1957).
- 2020: Mónica Echeverría, escritora y activista chilena (n. 1920).
- 2020: Abu Mahdi al-Muhandis, militar iraquí (n. 1954).
- 2020: Qasem Soleimani militar iraní, asesinado por Estados Unidos (n. 1957).
- 2020: Yoshikazu Sunako, piloto japonés de motociclismo (n. 1932).
- 2021: Gerry Marsden, músico y cantautor británico (n. 1942).
- 2021: Manola Robles, periodista chilena (n. 1948).
- 2023: Walter Cunningham, astronauta estadounidense (n. 1932).
- 2023: Elena Huelva, activista e influencer española (n. 2002)
- 2023: Banaken Bassoken, futbolista camerunés (n. 1983).
- 2024: Arévalo (Francisco Rodríguez Iglesias), actor y humorista español (n. 1947).
- 2025: Jeff Baena, director de cine y guionista estadounidense (n. 1977).

## Celebraciones
- Lluvia de meteoros: fecha máxima de la lluvia de Cuadrántidas.

### Por países
(Por orden alfabético)
- Argentina:
  - Día de la usurpación de las Islas Malvinas. La ocupación británica de las islas Malvinas fue una operación militar de Gran Bretaña e Irlanda ocurrida el 3 de enero de 1833.[3]

- Burkina Faso: 
  - Día de la Revolución.[4]

- Bután: 
  - Solsticio de invierno.[4]

- Colombia: 
  - Segundo día del Carnaval de Negros y Blancos, carnavalito, en Pasto.

- Cuba: 
  - Día del esfuerzo del pueblo.[4]

### Santoral católico
- santísimo Nombre de Jesús.[5]
- san Antero, papa (f. 236).

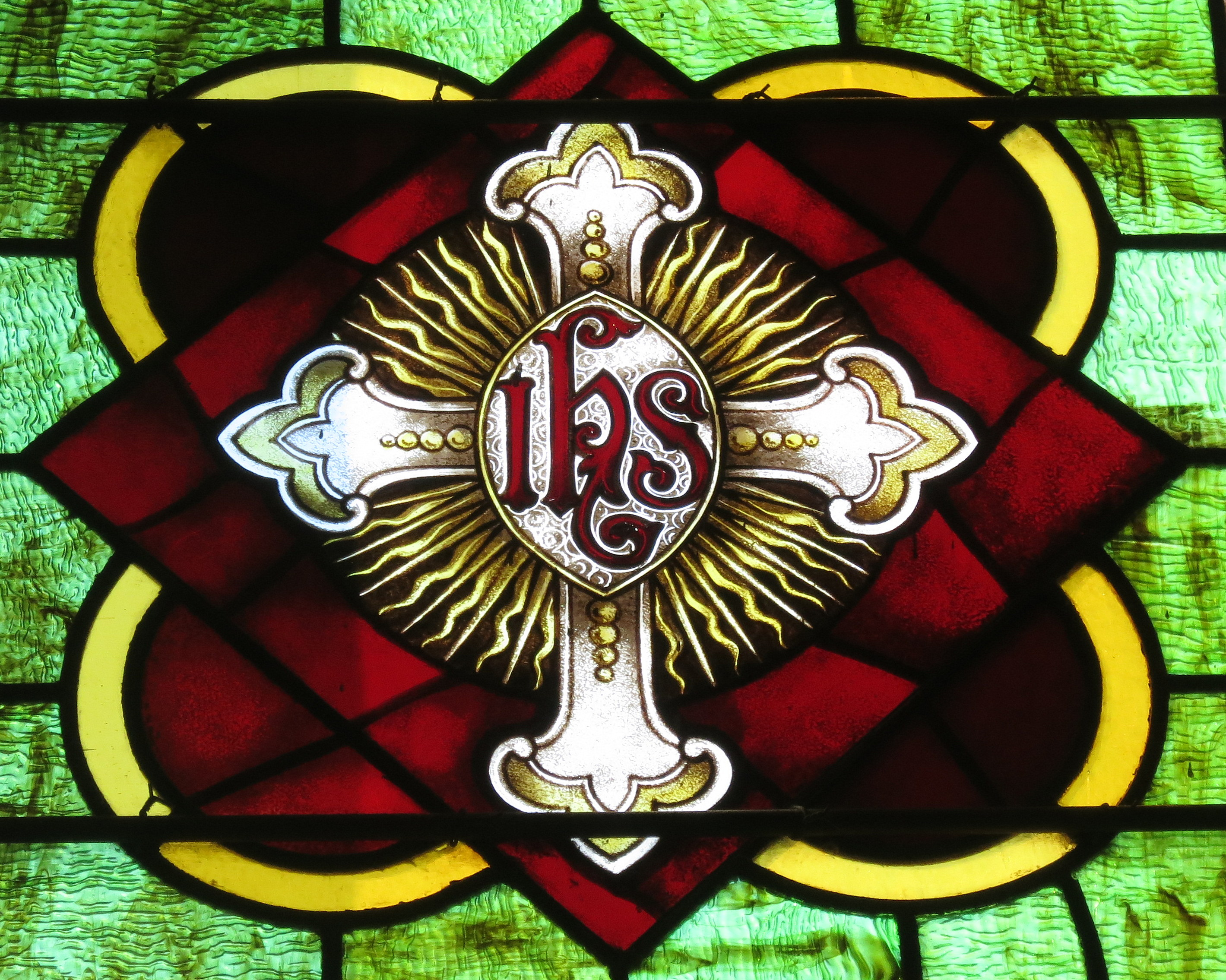
Cristograma IHS, Vidriera del templo Saint Luke, Danviell Ohio

- santos Teopempo y Teonas de Nicomedia, mártires (f. c. 304).
- san Gordio de Cesarea, centurión y mártir (f. 304).
- san Daniel de Padua, diácono y mártir (f. c. 304).
- san Teógeno de Parios, mártir (f. 320).
- san Florencio de Vienne, obispo (f. c. 377).
- santa Genoveva de París, virgen (f. c. 500).
- san Luciano de Lentini, obispo (s. X).
- beato Ciriaco Elías Chevara, presbítero y fundador (f. 1871).